# Delen

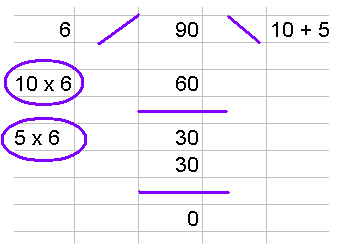
Voorbeeld van delen

Delen is een wiskundige of rekenkundige bewerking op twee getallen. Delen is een rekenkundige bewerking van de tweede orde. Bij delen wordt het deeltal door de deler gedeeld, wat als resultaat het quotiënt van het deeltal en de deler oplevert. Delen is de omgekeerde bewerking van vermenigvuldigen.
Als het quotiënt geen geheel getal is, kan het als een breuk worden geschreven.
Door deling wordt bepaald hoe vaak de deler bevat is in het deeltal. Als {\displaystyle q} het quotiënt is van de deling van het deeltal {\displaystyle a} door de deler {\displaystyle b} die ongelijk is aan 0, dus:
{\displaystyle q=a\ :\ b,\quad b\neq 0},
komt de deling neer op het bepalen van het getal {\displaystyle q}, waarvoor geldt:
{\displaystyle a=q\cdot b}
Een geheel getal is deelbaar door een ander geheel getal als bij het delen de rest 0 is. Zo kan 63 door 7 worden gedeeld, is 63 deelbaar door 7, omdat 63 : 7 = 9 rest 0. Daarentegen kan 128 niet door 7 worden gedeeld, 128 : 7 = 18 rest 2. Delen door nul is niet mogelijk. Staartdeling is een hulpmiddel om twee grote getallen op elkaar te delen, waarbij de rest vanzelf overblijft.

## Voorbeelden
{\displaystyle {\tfrac {90}{6}}=15}, want {\displaystyle 90=15\times 6}
{\displaystyle {\tfrac {92}{6}}=15{\tfrac {1}{3}}}, want {\displaystyle 92=15{\tfrac {1}{3}}\times 6}
Delen is niet beperkt tot de gehele getallen, ook reële getallen, complexe getallen, rationale functies en nog andere wiskundige objecten kunnen op elkaar worden gedeeld. Zo is bijvoorbeeld:
{\displaystyle {\tfrac {3}{7}}/{\tfrac {2}{9}}={\tfrac {27}{14}}}
{\displaystyle {\frac {3+2i}{9+7i}}={\frac {(3+2i)(9-7i)}{(9+7i)(9-7i)}}={\frac {41-3i}{130}}}
{\displaystyle {\frac {x^{2}+5x+6}{x+3}}={\frac {(x+2)(x+3)}{x+3}}=x+2}

## Notaties
Er worden verschillende symbolen gebruikt om een deling te noteren:
- dubbelepunt – Deze notatie is gebruikelijk in het onderwijs: 90 : 6 = 15, en is afkomstig uit een postuum werk van Alexis Claude Clairaut uit 1760.[1]
- schuine streep – veel programmeertalen gebruikelijk: 90 / 6 = 15. De notatie met schuine streep wordt ook veel voor breuken gebruikt. De teller wordt soms wat hoger dan de noemer geschreven: ¾.
- horizontale deelstreep – dus geschreven als een breuk, {\displaystyle {\frac {90}{6}}=15}. Arabische bronnen gebruikten al de vormen {\displaystyle a/b} en {\displaystyle {\frac {a}{b}}\ }.[1]
- obelus – vooral gebruikt in het onderwijs in Engelstalige landen: 90 ÷ 6 = 15. De obelus is vermoedelijk ontstaan uit de notatie met een horizontale deelstreep, waarbij alle gegevens op een regel werden gezet. De punten symboliseren de oorspronkelijke plaats van teller en noemer.